# Mato Lešćan
Mato Lešćan (Đurđevac, 25. veljače 1936. – Frankfurt na Majni, 18. ožujka 1991.) - hrvatski skladatelj, orguljaš, zborovođa, glazbeni pedagog, muzikolog, glazbeni teoretičar, istraživač i glazbeni urednik
Rođen je u Đurđevcu 25. veljače 1936. u katoličkoj obitelji. Po završetku Pučke škole u Đurđevcu upisao je Interdijecezansku vjersku katoličku klasičnu gimnaziju u Zagrebu, nakon koje je pohađao Katolički bogoslovni fakultet u Zagrebu, potom studij francuskog i njemačkog jezika na Filozofskom fakultetu u Zagrebu, dok je svoje fakultetsko obrazovanje stekao diplomom teoretsko-pedagoški studija na Muzičkoj akademiji u Zagrebu 1964. godine.
Predavao je teoretske glazbene predmete u glazbenoj školi "Vatroslav Lisinski" u Bjelovaru od 1964. do 1966. godine. Tu je upoznao i svoju suprugu Leu. Djelovao je u Zagrebu od 1966. godine. Predavao je glazbenu kulturu u osnovnoj školi u zagrebačkoj Svetoj Klari. Jednu godinu glazbeno se usavršavao u Rimu. Godine 1970. Lešćan se vraća u Zagreb i 15. rujna zapošljava se u Glazbenoj školi "Vatroslav Lisinski" kao profesor teoretskih glazbenih predmeta. Predaje i glazbenu umjetnost u svojoj matičnoj školi – Interdijecezanskoj klasičnoj gimnaziji i na Institutu za crkvenu glazbu. Na Institutu, također sklada za zbor i nastupa kao orguljaš na koncertima. Uz to bio je  orguljaš i dirigent u zagrebačkoj katedrali i Bazilici Srca Isusova. Makar je imao izuzetno puno obaveza, svemu je pristupao temeljito i stručno.
Godine 1977. Mato Lešćan odlazi u Frankfurt na Majni kako bi usavršavao improvizaciju, dirigiranje i analizu orguljaške literature kod prof. C. F. Hartmana. No tada, zbog komunističkog režima u Hrvatskoj koji ga je kao crkvenog glazbenika prilično sputavao, donosi odluku o trajnom ostanku u Njemačkoj. Ubrzo je postao zamjenikom pa nasljednikom frankfurtskog katedralnoga orguljaša te pastoralnim suradnikom i orguljašem pri Hrvatskoj katoličkoj misiji, gdje je ujedno vodio i mješoviti zbor koji danas nosi njegovo ime. U Njemačkoj je skladao svoje najbolje orguljaške i zborske kompozicije te crkvene popijevke.
Preminuo je u Frankfurtu na Majni 18. ožujka 1991., a pokopan je na Mirogoju u Zagrebu.
Duže vremena bio je gotovo zaboravljen. U rodnome gradu Đurđevcu svečano je obilježena 85. obljetnica njegova rođenja i 30. obljetnica smrti 11. prosinca 2021. godine.